# Wilibald Swibert Joseph Gottlieb von Besser

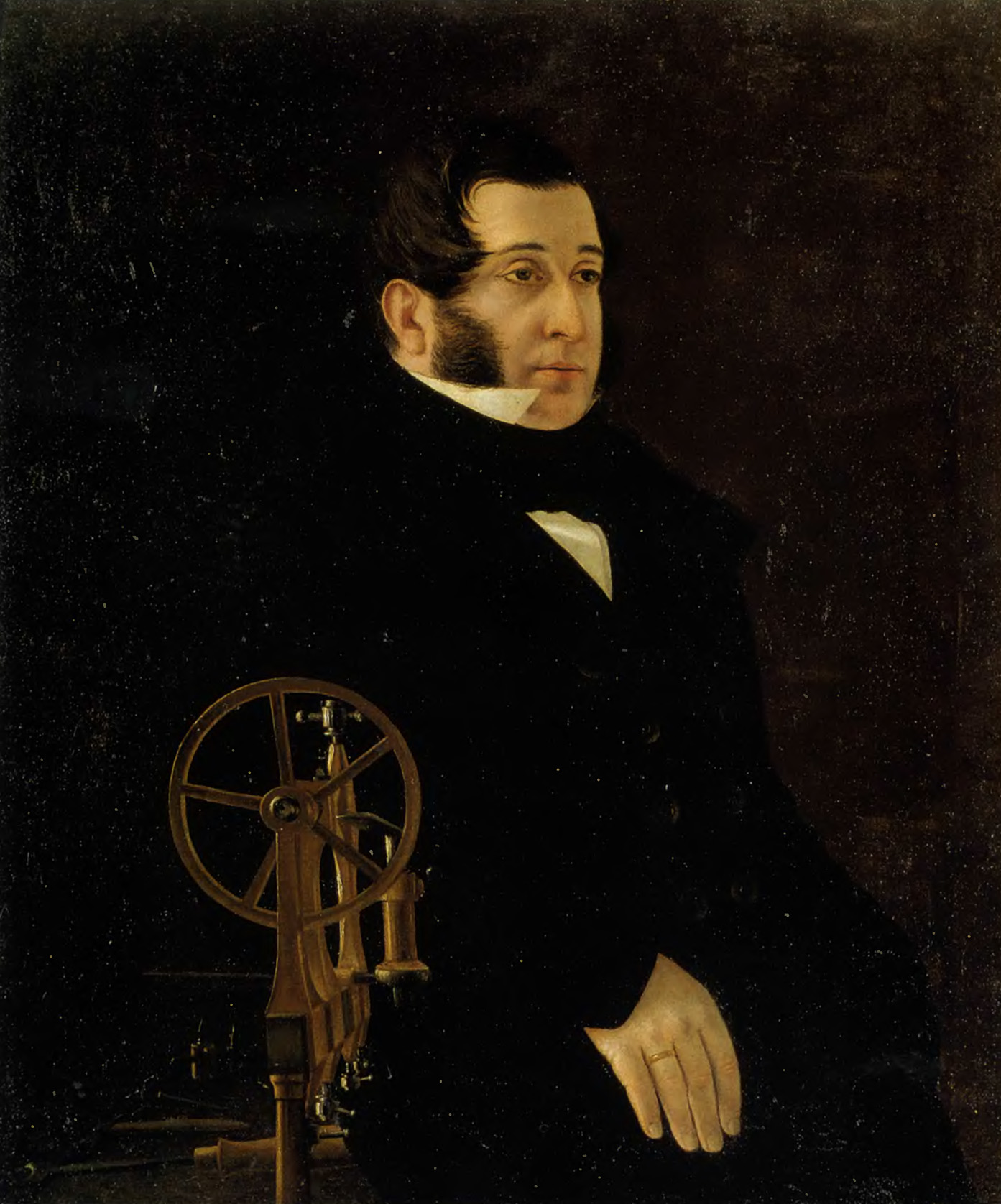
Besser, Ölgemälde, Nationalmuseum der Ukraine

Wilibald Swibert Joseph Gottlieb von Besser, russisch Вилибальд Готлибович Бессер, (* 7. Juli 1784 in Innsbruck, Habsburgermonarchie; † 11. Oktober 1842 in Kremenez, Russland) war ein österreichischer Botaniker und Entomologe. Sein offizielles botanisches Autorenkürzel lautet „Besser“.

## Leben
Besser verlor mit 13 Jahren seine Eltern und wuchs danach bei einem Verwandten seiner Mutter auf, seinem Taufpaten, dem Professor der Botanik in Lemberg Swibert Burkhard Schivereck († 1806), der ihm auch sein Herbarium hinterließ. Besser studierte Medizin in Lemberg und Krakau mit dem Abschluss 1807, dort wurden von Joseph August Schultes seine botanischen Interessen geweckt. Danach war er kurz Klinikarzt in Krakau, ging jedoch schon 1808 als Lehrer für Zoologie und Botanik an eine Schule in Wolhynien. 1808 erschien seine Flora von Galizien (mit Beschreibung von rund 360 Pflanzenarten aus der Umgebung von Krakau). Ab 1809 war er Lehrer und Direktor des Botanischen Gartens in Kremenez. Im Jahr 1822 wurde er zum Mitglied der Leopoldina gewählt. 1834 wurde er Professor für Botanik an der Universität in Kiew, gab dies aber wegen Arbeitsüberlastung schon drei Jahre später 1837 wieder auf. Später ging er zurück nach Kremenez. 1836 wurde er zum korrespondierenden Mitglied der Petersburger Akademie der Wissenschaften gewählt.
Er war zu seiner Zeit ein führender Experte für die Flora des Westteils Russlands und der Ukraine. Außerdem war er Experte für die Gattung Artemisia.
In Kiew war Antoni Lukianowicz Andrzejowski sein Assistent.

## Ehrungen
Julius Hermann Schultes nannte die Gattung mexikanischer Spargelgewächse Bessera nach ihm.

## Schriften
- Primitiae florae Galiciae Austriacae utriusque. 1808
- Enumeratio Plantarum Hucusque in Volhynia, Podloa, Gub. Kiovensis etc. 1822
- Ueber die Flora des Baikals. 1834